# Мельниковцы (село)
Мельнико́вцы (укр. Мельниківці) — село на Украине, находится в Немировском районе Винницкой области.
Население по переписи 2001 года составляет 500 человек. Почтовый индекс — 22860. Телефонный код — 4331.

## Адрес местного совета
22860, Винницкая область, Немировский район, с. Мельниковцы, ул. Пролетарская, 2

## Известные уроженцы, жители
В 1925 году в деревне Мельниковцы родился Пётр Илларионович Загоруй — советский хозяйственный, государственный и политический деятель.